# Friedrich Leo von Rottenberger
Friedrich Leo von Rottenberger (* 3. September 1872 in Trebitsch, Mähren; † 27. März 1938 in Wien, Hofrat, nach 1918 Friedrich Leo Rottenberger) war ein österreichischer Gartenbaufachmann.

## Biografie
Friedrich Leo von Rottenberger war Sohn eines Richters. Er lernte in den k.k. Schloßgärtnereien, zuerst in Mähren, ab 1892 in Schloss Schönbrunn in Wien als Gärtnereigehilfe. Ab der Jahrhundertwende in der Gartendirektion tätig, wurde er bald Kanzleichef.
1918, mit Ende des Ersten Weltkriegs wurde Friedrich Leo von Rottenberger Hofgartendirektor, 1919 Hofgartenverwalter und Direktionsleiter. Die Hofgärten der habsburgischen Eigenresidenzen und Anlagen gingen in das Eigentum der Republik Österreich über und 1921 wurde Rottenberger Direktor der dafür geschaffenen Dienststelle Bundesgärten, die dem Land- und Forstwirtschaftsministerium – seinerzeit unter Haueis bzw. Hennet – unterstellt wurde. In seine Dienstzeit fiel die aufwändige Wiederherstellung der Gärten, die nach dem Krieg vernachlässigt worden waren. Besondere Verdienste erwarb er sich mit der Erweiterung der bedeutenden Pflanzensammlungen in Schönbrunn und dem Ausbau des Belvederegartens, was schon 1569 von Kaiser Maximilian II. begonnen wurde. Zu Rothenbergers Zeit wurde die Pflanzensammlung durch Tausch von Saatgut die zweitgrößte Europas. Damit konnte auch die finanzielle Lage der Gärten verbessert werden. 1934 ging Rottenberger in den Ruhestand, ihm folgte Franz Matschkai nach.
1922 bis 1934/35 war er auch als Präsident der Österreichischen Gartenbaugesellschaft tätig, wo er ein Mitredakteur der Gartenzeitung war.
Unter seinen Ehrungen befindet sich auch die Bezeichnung einer Rosensorte, die Strauchrose 'Regierungsrat Rottenberger' (R. multiflora, Praskac Tulln, 1926).